# Cedric Haldemann
Cedric Haldemann  (* 1999) ist ein Schweizer Unihockeyspieler, der beim Nationalliga-A-Verein Floorball Köniz unter Vertrag steht.̩

## Karriere
Haldemann startete seine Karriere bei Floorball Köniz, ehe er 2016 zum ersten Mal in der ersten Mannschaft des Nationalliga-A-Vertreters zum Einsatz kam. Seit der Saison 2019/20 ist er fester Bestandteil der ersten Mannschaft. Der 19-Jährige Offensivverteidiger unterschrieb im Januar 2019 einen mehrjährigen Vertrag mit Floorball Köniz.